# Равена (округ)
Округ Равена (итал. Provincia di Ravenna) је округ у оквиру покрајине Емилија-Ромања у северној Италији. Седиште округа покрајине и највеће градско насеље је истоимени град Равена.
Површина округа је 1.858 км², а број становника 379.468 (2008. године).

## Природне одлике
Округ Равена чини средишњи део историјске области Ромања. Он се налази у северном делу државе, са изласком на Јадранско море на истоку. Јадранска обала је разуђена и мочварна, са више лагуна. Северна половина округа је равничарског карактера, у области Падске низије. Јужни, много мањи део чине планине северних Апенина. Најважнија река је омања река Рено, која тече његовом северним делом.

## Становништво
По последњим проценама из 2008. године у округу Равена живи близу 380.000 становника. Густина насељености је изузетно велика, преко 200 ст/км². Средишња, равничарска половина округа је знатно боље насељена, нарочито око града Равена. Северни, мочварни и јужни, планински део су ређе насељени и слабије развијени.
Поред претежног италијанског становништва у округу живе и велики број досељеника из свих делова света.

## Општине и насеља
У округу Равена постоји 18 општина (итал. Comuni).
Најважније градско насеље и седиште округа је град Равена (156.000 ст.) у источном делу округа. Други по величини је град Фаенца (56.000 ст.) у јужном делу округа.